# Ульянов, Олег Германович
Оле́г Ге́рманович Улья́нов (род. 15 июня 1960, Москва) — российский историк и археолог, специалист по древнерусскому и византийскому искусству, а также западноевропейскому Возрождению (Леонардо да Винчи). Доктор исторических наук (2008). Профессор (2014). Один из авторов «Православной энциклопедии», энциклопедии «Москва» и энциклопедии «Отечественная история (История России с древнейших времен до 1917 года)».

## Биография
Родился 15 июня 1960 года в Москве. Принадлежит к древнему дворянскому роду Ульяновых. Предок Олег Ульянов впервые упоминается в архивных документах времени Ивана Грозного (1573). В начале XX века прадед Олега Германовича Ульянова (по материнской линии) Зосима Николаевич Манаков был широко известен в Архангельске, где его родные, включая гласного Городской Думы Христофора Манакова, основали первый политех.
В 1984 году окончил исторический факультет МГУ и в 1991 году аспирантуру Института археологии РАН, защитив диссертацию на соискание учёной степени кандидата исторических наук по теме: «Московская художественная школа оружейного дела XVI—XVII вв.».
В 1983 году работал в Научно-реставрационном управлении Министерства культуры Латвийской ССР. С 1984 года являлся научным сотрудником Государственного музея-заповедника «Коломенское». Инициатор возрождения и первый организатор ежегодного празднования Масленицы в Государственном музее-заповеднике «Коломенское». С 1986 года — хранитель фондов Оружейной палаты Государственных Музеев Московского Кремля. Разработал первую научную систематизацию фонда оружия и участвовал в открытии новой экспозиции Оружейной палаты Московского Кремля (1986).
С 1989 года — заведующий сектором церковной археологии и председатель профкома ФГБУК «Центрального музея древнерусской культуры и искусства имени Андрея Рублёва»; в 2000 году был незаконно уволен и восстановлен по решению суда в прежней должности.
19 декабря 2017 года решением Президиума Российской академии художеств был избран почётным членом РАХ. Ходатайство об избрании в РАХ направил известный архитектор-реставратор Геннадий Яковлевич Мокеев. 
24 мая 2018 года Олег Германович Ульянов избран академиком Российской академии естествознания, член Экспертного совета РАЕ (с 11 июля 2018 года), экспертного совета Научного журнала «Международный журнал экспериментального образования», член редакционного совета Издательского дома «ХОРС» (с 17.01.2023), член редколлегии научных журналов ВАК Минобрнауки РФ «Исторический журнал: научные исследования», «Genesis: исторические исследования», «Человек и культура» и «Общество: философия, история, культура» (К2).
30 ноября 2018 г. Олег Германович Ульянов награждён Золотой медалью имени В. И. Вернадского (Для действительных членов Академии). 10 декабря 2019 г. награждён Золотой медалью имени В. О. Ключевского (Исторические науки). 28 июня 2021 г. академик О. Г. Ульянов удостоен почетного звания ЗАСЛУЖЕННЫЙ ДЕЯТЕЛЬ НАУКИ. 30 августа 2021 г. решением Президиума Российской Академии Естествознания (№ 947 от 30.08.2021) академик О. Г. Ульянов удостоен почетного звания ОСНОВАТЕЛЬ НАУЧНОЙ ШКОЛЫ.
Под эгидой VII Санкт-Петербургского международного культурного форума состоялась творческая встреча с академиком О. Г. Ульяновым 15.11.2018 г. в Санкт-Петербургском доме архитектора.

## Научная деятельность
Руководил археологическими исследованиями и раскопками в Рославле (летописный Ростиславль), Мосальске, на Белоозере и в Москве (Спасо-Андроников и др. монастыри и храмы). Участвовал в натурном изучении значительного числа памятников христианской культуры, включая римские катакомбы, святыни Афона и соборы Московского Кремля.
Автор иконографической программы мозаики 1996 года в папской капелле «Redemptoris Mater Chapel» (Ватикан) к 2000-летнему юбилею христианства.
Эксклюзивные авторские материалы по работе над ватиканской мозаикой были представлены в 2017 г. на пленарном заседании международной научной конференции к 260-летию со дня основания Российской Академии художеств в Санкт-Петербурге, а также на лекции «Новая Сикстинская капелла XXI века» в Президентской библиотеке 30.01.2023 г.
Одновременно читал курс лекций в Папском Григорианском университете (Рим) и для сотрудников дипкорпуса России в Италии на вилле Абамелек-Лазаревых (Рим). Совершил новые научные открытия о римском периоде в творчестве Леонардо да Винчи, впервые разработав (1989) научную гипотезу о его возможном участии в строительстве Московского Кремля при Иване III. За вклад в развитие российско-итальянских связей и создание в Риме первым из представителей России уникальной ватиканской мозаики удостоен отдельной благодарности МИД РФ и лично посла РФ в Италии В. Ф. Кеняйкина.
В научной монографии «Феномен человека в его эволюции и динамике» (Рос. акад. наук, Ин-т философии; Отв. ред.: С. С. Хоружий, О. И. Генисаретский. М.: ИФРАН, 2009) Олег Германович Ульянов признан одним из ведущих современных русских мыслителей. Целый ряд его научных концепций уже взят за основу для нескольких докторских диссертаций не только в нашей стране, но и за рубежом. По единодушному мнению международного экспертного сообщества, «Олег Германович Ульянов — лучший специалист по русской иконописи. Обладает удивительной способностью проникновения в дух времени и богословский текст иконы».
Постоянный участник Всероссийских научных сессий византинистов (Москва, Екатеринбург и др.), где неоднократно делал пленарные доклады и руководил работой секций, возглавил работу Круглого стола и тематической сессии на XXIV Международном конгрессе византиноведческих исследований (ICBS), который состоялся 22-27 августа 2022 г. в Венеции и Падуе (Италия).
В 2000—2004 гг. являлся Полномочным представителем (αντιπρόσωπος) Русского на Святой горе Афон Свято-Пантелеимонова монастыря, создал первую научную опись коллекции икон и христианских древностей, возродил церковно-археологический музей Руссика (Rossicon) в Свято-Пантелеимоновом монастыре на Святой горе Афон в Греции, участвовал в принесении честных мощей св. апостола Андрея Первозванного в Россию (2003), а также в подготовке первого визита Президента России В. В. Путина на Святую гору Афон (2005). По благословению священноначалия Свято-Пантелеимонова монастыря вошёл в редакционно-издательский совет, став главным редактором возобновленного после 1917 г. научно-церковного альманаха «Афонский собеседник» (Свидетельство Роскомнадзора ПИ 77-9493).
На посту председателя Всероссийского общества ревнителей православной культуры создал музей «Кадашевская слобода» в Москве (первый директор музея).
Действительный член Iuris Canonici Medii Aevi Consociatio (ICMAC Society for Medieval Canon Law) и Фонда греческих исследований в Москве.
На основе научных исследований проф. О. Г. Ульянова в России установлен День оружейника — 19 сентября (Указ Президента РФ № 1578 от 3 декабря 2011 г.).
Автор концепции 40-томной «Летописи российских имен» (издаётся с 2003 г.).
Основатель нового научного направления — дешифровка пространственной семантики византийских и древнерусских памятников изобразительного искусства.
Участвовал в восстановлении Никольского собора в Мосальске, где под его научным руководством был найден (2000) склеп строителя собора А. С. Хлюстина. Автор концепции 400-летнего юбилея Московского Подворья Свято-Троицкой Сергиевой Лавры, утвержденной Правительством Российской Федерации (Распоряжение № 664-р от 6 мая 2008 г.).
Почетный гражданин г. Рославля. «Под его научным руководством проведены археологические исследования и раскопки на Бурцевой горе, в ходе которых сделаны уникальные находки, в том числе меднолитая пластина XII в. с изображением евангелиста, не имеющая аналогов в отечественных собраниях, и резной костяной топорик, украшающие экспозицию Рославльского музея» (Рославльский календарь. Администрация муниципального образования «Рославльский район» Смоленской области, 2016).

### Научные труды
Монографии
- 1700-летняя судьба главной святыни Русского на Святой горе Афон Свято-Пантелеимонова монастыря. М., 2001.
- Амвон 1533 года в историко-литургическом контексте (Пещное действо или хиротония). СПб.: ГРМ, 2017.
- Дарование автокефалии «Το δώρο της αυτοκεφάλιας». М., 2018.
- «Живоначальная Троица» прп. Андрея Рублева: иконография и цветовая семантика. СПб, 2019.
- Богословие образа в исихазме (византийский паламизм и его новейшие интерпретации). М., 2020.
- Иван III Великий: Преобразование России. СПб., 2022.

Статьи
- К проблеме работы «по образцу» в московской школе художественного оружия XVI—XVII вв. // Советская археология. 1990. — № 4. — С. 92-105.
- Московская школа художественного оружия XVI—XVII вв.: проблемы атрибуции и каталогизации // Академия художеств СССР. Всесоюзная научная конференция музейных сотрудников «Научно-исследовательская работа в художественных музеях СССР». Сб. материалов. — Самара, 1991. — С. 202—206.
- Вопросы творческой биографии преподобного Андрея Рублева в свете новейших исследований // Алпатовские Чтения РАХ. — Вып. IV. — М., 1994.
- Судьба Иерусалимского устава на Руси // Уваровские чтения — II. Муром, 1994.
- Вопросы творческой биографии прп. Андрея Рублева в свете новейших открытий // Научный совет РАН по истории мировой культуры. М., 1995.
- От Троицы Ветхозаветной к Троице Вечного Совета // XXVIII Випперовские чтения. М., 1995.
- Благовещенский собор Московского Кремля в свете новейших открытий // Материалы научной конференции памяти Г. К. Вагнера. М., 1995.
- Цикл миниатюр лицевого «Жития Сергия Радонежского» о начале Андроникова монастыря // Памятники культуры: Новые открытия: ежегодник. 1995; Научный совет РАН «История мировой культуры». М., 1996. — С. 181—192.
- Изучение семантики древнерусской миниатюры // Макариевские чтения. Вып. IV. Часть II. Почитание святых на Руси. Можайск, 1996. — С. 108—119.
- Особенности средневековой пространственной семантики на основе византийских и древнерусских памятников IX—XV вв. // Научная конференция ИВИ РАН и МГУ «Наука и просвещение в греческой и славянской культуре IX — нач. XX вв.». М., 1996.
- Древнейшая история некрополя Спасо-Андроникова монастыря // Московский некрополь: история, археология, искусство, охрана. М., 1996. — C. 24-27.
- О работах преподобного Андрея Рублева при дворе митрополита Киприана // Почитание святых на Руси. Материалы IV Российской научной конференции, посвященной памяти святителя Макария. Вып. IV. Можайск-Терра, 1996.
- Андроников монастырь // Энциклопедия «Москва». — М.: Большая Российская Энциклопедия, 1997. — С. 73-74.
- Венчание на царство // Энциклопедия «Москва». М.: Большая Российская Энциклопедия, 1997. — С. 162—163.
- Данилов монастырь // Энциклопедия «Москва». М.: Большая Российская Энциклопедия, 1997. — С. 244—245.
- Коронация // Энциклопедия «Москва». М.: Большая Российская Энциклопедия, 1997. — С. 388.
- Происхождение Высоцкого чина // Москва и греческая культура. Материалы международной научной конференции, посвященной 850-летию Москвы. М., 1997.
- Венчание на царство // Энциклопедия «Москва». М.: Большая Российская Энциклопедия, 1997. — С. 162—163.
- Коронация // Энциклопедия «Москва». М.: Большая Российская Энциклопедия, 1997. — С. 388.
- «ROMA QUADRATA III». К 500-летию строительства дворца великого князя Ивана III в Кремле // Вехи русской истории в памятниках культуры. Макариевские чтения. — Вып. V. — Можайск, 1998. — С. 508—529.
- Иконография Св. Троицы // Троицкие чтения. 1998: сборник научных исследований по материалам конференции, [2 июня 1998 г.]. — С. 49 — 81.
- Вопросы церковно-археологического освидетельствования мощей на современном этапе // Церковная археология. Вып. 4 / Материалы Второй Всероссийской церковно-археологической конференции, посвященной 150-летию со дня рождения Н. В. Покровского 1-3 ноября 1998 г. СПб., 1998. — С. 300—305.
- «Филоксения Авраама»: библейская святыня и догматический образ // Богословские труды. Т. 35. М., 1999. — С. 216—232.
- Исторические факторы создания библейского кодекса архиепископа Геннадия // Материалы Международной научно-богословской конференции «500 лет Геннадиевской Библии» (14-17 декабря 1999 г.). М., 1999.
- Погребение преп. Андрея Рублева в свете новейших исследований // Монастыри России. Материалы VII Российской научной конференции, посвященной памяти святителя Макария. Вып. 7. Можайск, 2000.
- Коронация // Отечественная история (История России с древнейших времен до 1917 года). Т. 3. М.: Большая Российская Энциклопедия, 2000. — С. 53-57.
- Св. равноапостольный Константин Великий и установление праздника Рождества Христова // Юбилейная X Богословская Конференция ПСТБИ. М., 2000.
- Церковно-археологические собрания в России и за рубежом: опыт сравнительно-исторического изучения // Материалы юбилейной научной конференции, посвященной 50-летию возрождения ЦАК МДА. Сергиев Посад, 2000.
- Летопись древнего собора: неизвестные страницы / Историческая справка о приделе святого великомученика и целителя Пантелеимона в Успенском соборе города Владимира // Свет Невечерний. Журнал Владимирской епархии РПЦ. № 1. Владимир, 2001. — С. 28-29.
- Митрополит Киприан и тропарь третьего часа // XI Ежегодная Богословская конференция ПСТБИ. — М., 2001. — С. 98-101.
- Андрея апостола скит // Православная энциклопедия. Т. 2. М., 2001.
- Митрополит Киприан на Афоне и создание «Высоцкого чина» // Афонский собеседник. № 1. М., 2002. — С. 128—146.
- Рождение царства Русского // Вертикаль власти. Май 2003. М., 2003. С. 52-56.
- Образ «Живоначальной Троицы» в росписи паперти Благовещенского собора Московского Кремля дионисиевского времени // Материалы XIII Ежегодной Богословской конференции ПСТБИ. М., 2003.
- Новая архитектурная реконструкция Благовещенского собора и судьба «Деисуса Андреева письма Рублева» // Царский храм. Святыни и сокровища Благовещенского собора. Материалы научной конференции ГММК. М., 2003.
- Картина Леонардо да Винчи «Мадонна Литта» и древнейшее изображение Богоматери в катакомбах Св. Присциллы (Рим) (к 550-летию со дня рождения художника) // Искусство христианского мира. Вып. 7. — М., 2003. — — С. 336—348.
- Летопись Российских имен: В 40 томах / Редкол. Т.1. Вступ. слово. Справ. аппарат. М.: Радуница, 2004.
- О месте иконы Живоначальной Троицы в праздничном ряду русского иконостаса // Троицкие чтения 2003—2004 гг. — Большие Вяземы, 2004. — С. 152—162.
- Воплощение тринитарного догмата в иконе «Архангел Михаил с деяниями» из собрания Музеев Московского Кремля // Троицкие чтения 2003—2004 гг. — Большие Вяземы, 2004. — С. 120—151.
- «Деисус Андреева писма Рублева» из Благовещенского храма Московского Кремля (к 575-летию преставления преподобного иконописца) // Новая книга России. — № 10-11. — М., 2004. — С. 40-44, 48-51.
- Духовная борьба за авторитет государственной власти на рубеже XV—XVI вв. (прп. Иосиф Волоцкий и Собор 1504 г.) // Духовные основы Российской государственности. Материалы XII Международных Рождественских чтений. М., 2004.
- Il Apophtegmata Patrum negli spirituale tradizioni della Monte Athos // Atanasio e il monachesimo al Monte Athos. Bose, 2004.
- О времени и факторах перехода Русской Православной Церкви на Иерусалимский Устав (по рукописи Типикона ГИМ. Син. 329) // XIV Ежегодная Богословская конференция ПСТБИ. М., 2004.
- The significance of Holy Mount Athos for the liturgic changes in the Slavonic Churches according to the Epistles of St. Patriarch Evtimy of Turnovo and St. Metropolitan Cyprian of Moscow // MONS ATHOS MINOR. International Conference. Žeravna, 2004.
- 500 лет собору «на еретиков» и его влияние на программу росписи 1508 г. Благовещенского храма Московского Кремля // Иерархия в Древней Руси. Материалы XII Российской научной конференции, посвященной памяти святителя Макария. Вып. XII. Можайск, 2005. — С. 153—172.
- Архангел Михаил хранитель Святой Троицы // «Новая книга России». № 2-3, 2005.
- «Donatio Constantini Magni» и «Повесть о белом клобуке»: мифы или образы священства и царства? // Международная научная конференция ИВИ РАН «Государство, Церковь, общество: исторический опыт и современные проблемы». М., 2005.
- Кто автор программы реконструкции резиденции московского государя в конце XV века: русский правитель или итальянский зодчий? // Мир истории. — № 2. — М., 2005.
- Первый чертеж Кремлевского дворца 1731 г. и его автор архитектор Иван Федорович Мичурин // Московская архитектурная школа и зодчество России. М., 2005.
- Вопросы реконструкции Спасского собора Спасо-Андроникова монастыря в свете археологических данных // V Давидовские чтения. М., 2005.
- Die unwirklich Wirklichkeit, или обратная перспектива о. Павла Флоренского // На пути к синтетическому единству европейской культуры: философско-богословское наследие П. А. Флоренского и современность. Материалы международной конференции. М., 2005.
- Влияние Святой горы Афон на особенности почитания Святой Троицы при митрополите Киприане (к 600-летию преставления святителя) // Человек верующий в культуре Древней Руси. Материалы международной конференции СПбГУ. СПб., 2005. — С. 88-100.
- Была ли литургическая реформа при митрополите Алексии в Русской православной церкви? // Восточная Европа в древности и средневековье. XVII Чтения памяти В. Т. Пашуто и IV А. А. Зимина. Проблемы источниковедения. М., 2005. — С. 268—271.
- Деисус Андреева писма Рублева из Благовещенского храма Московского Кремля // Иерархия в Древней Руси. Материалы XII Российской научной конференции, посвященной памяти святителя Макария. Вып. XII. Можайск, 2005.- С. 172—223.
- О каноническом положении Русского на Святой горе Афон Свято-Пантелеимонова монастыря (по материалам монастырского архива) // Почитание святого великомученика и целителя Пантелеимона и русско-афонские связи (к 1700-летию блаженной кончины). Материалы научно-церковной конференции РПЦ. М., 2005.
- Была ли литургическая реформа при митрополите Алексии в Русской православной церкви? // Восточная Европа в древности и средневековье. Проблемы источниковедения. — М., 2005. — С. 268—271.
- Возникновение русской монархии при Владимире I Святославовиче и проблемы её легитимности // Власть, общество и человек в средневековой Европе V—XVII вв. Материалы научной конференции МГУ. М., 2006.
- «Παραδείγματα» иконописца Андрея Рублева (к 600-летию первого летописного упоминания) // Вестник истории, литературы, искусства под ред. акад. Г. М. Бонгарда-Левина. — Т. 3. — М., 2006. — С. 78-93.
- Богословское и философское осмысление исихастской традиции // Журнал Московской Патриархии. — № 3. — М., 2006. — С. 34-40.
- The influence of the monasticism of Holy Mount Athos on the liturgical reform movemement in the Late Byzantine // Church, Society and Monasticism. The second international monastic symposium at Sant’Anselmo. Roma, 2006.
- Apophtegmata Patrum и традиции старчества на Руси // Преподобный Серафим Саровский и русское старчество XIX в. Материалы XIII Российской научной конференции, посвященной памяти святителя Макария. Вып. XIII. Можайск-Терра, 2006. — С. 299—304.
- «Окно в ноуменальное пространство»: обратная перспектива в иконописи и в эстетике о. Павла Флоренского // Материалы открытого научного семинара Института Синергийной Антропологии. М., 2006.
- Происхождение Остромирова Евангелия: к реконструкции древнейшего Устава на Руси // Материалы международной научной конференции «Кириллица: от возникновения до наших дней». М., 2007.
- Андрей Рублев в трудах В. А. Плугина и современная научная индукция // Научные чтения МГУ памяти В. А. Плугина. М., 2007.
- Проблемы датировки Троицкой летописи в связи с первым упоминанием об Андрее Рублеве // XX Международная научная конференция «Вспомогательные исторические дисциплины — источниковедение — методология истории в системе гуманитарного знания». М., 2008. — С. 636—638.
- «Диатаксис» патриарха Филофея: древнейшая редакция по афонским спискам и в переводе митрополита Киприана (Vat. slav. 14) // Палеография и кодикология. 300 лет после Монфокона. М., 2008. — С. 211—225.
- Donatio Constantini Magni and Old Russian Tale about white frygium: some canonical aspects // Thirteenth International Congress of Medieval Canon Law: Western Canon Law and Eastern Churches. Budapest — Esztergom, 2008.
- О времени возникновения инаугурационного миропомазания в Византии, на Западе и в Древней Руси // Русь и Византия. Место стран византийского круга во взаимоотношениях Востока и Запада. Материалы XVIII Всероссийской научной сессии византинистов. М., 2008. — С. 133—141.
- Литургическая реформа в Русской Православной Церкви на рубеже XIV—XV вв. в контексте русско-афонских связей (к 600-летию преставления святителя Киприана) // Киприанови Четения. Велико Търново, 2008. — С. 83-119.
- Начало х ристианского летосчисления на Руси (по данным синаксаря Остромирова Евангелия) // Международная научная конференция ИВИ РАН «Время в координатах истории». М., 2008.
- Раннехристианские мотивы в творчестве Леонардо да Винчи // Научная конференция Комиссии по культуре Возрождения Научного совета РАН «История мировой культуры» и МГУ «Историческая память в культуре возрождения». М., 2008.
- «Деисус Андреева писма Рублева» из Благовещенского храма Московского Кремля (к 575-летию преставления преподобного иконописца) // Памятники культуры: Новые открытия: ежегодник. 2006. — М., 2008. — С. 364—394.
- О времени возникновения Оружейной Палаты Московского кремля (к 500-летию создания) // Материалы XXI Международной научной конференции «Вспомогательные исторические дисциплины в пространстве гуманитарного знания». М., 29 — 31 января 2009.
- Поручительство прп. Сергия Радонежского: инцидент с клятвой великому князю Дмитрию Донскому епископа Дионисия Суздальского // Право в средневековом мире. 2009: Сборник статей. — М.: ИВИ РАН, 2009. — С. 188—209.
- О времени зарождения на Руси концепции «Москва — Третий Рим» (Donatio Constantini Magni и Повесть о белом клобуке) // Христианская символика. Материалы XVI Российской научной конференции, посвященной 600-летию Можайского Лужецкого Богородице-Рождественского монастыря. Вып. XVI. Можайск, 2009. — С. 240—252.
- «Повесть о белом клобуке»: историческая публицистика или источник? // Материалы Круглого стола ИВИ РАН «Понятие „историописание“ и его границы». М., 2009.
- Тропарь третьего часа в трудах еп. Порфирия (Успенского) и в современном литургическом богословии // Международная научно-богословская конференция «Православие и современность: опыт встречи». Киев, 2009.
- «Мерило праведное» Святой горы Афон: о судебных прерогативах афонского прота в Византии // Научная конференция ИВИ РАН и МГУ «Право в средневековом мире: а судьи кто?». М., 2009.
- Эволюция иконографии Живоначальной Троицы в древнерусском искусстве времени прп. Андрея Рублева и проблемы семантики образа // Труды ГМИР. — Вып. 9. — СПб., 2009. — С. 7-15.
- Правое и левое, или эпистемология «царского пути» в исихастской традиции // Феномен человека в его эволюции и динамике: Тр. Открытого научн. семинара / Рос. акад. наук, Ин-т философии; Отв. ред.: С. С. Хоружий, О. И. Генисаретский. — М.: ИФРАН, 2009. — С. 46-78.
- Происхождение Остромирова Евангелия и появление первого Устава на Руси (к 950-летию древнейшей датированной восточнославянской книги" // Вестник истории, литературы, искусства. Отд-ние ист.-фил. наук РАН. — Т. 7. — М.: Наука, 2010. — С. 133—159.
- Святая гора Афон в дискурсе историописания — от Фукидида до Иоанна-Иоасафа Кантакузина // «Локальные исторические культуры и традиции историописания». Круглый стол ИВИ РАН. М., 2010.
- О времени зарождения на Руси концепции «Москва — Третий Рим» («Donatio Constantini Magni» и «Повесть о белом клобуке») // Терминология исторической науки. Историописание. — М.: ИВИ РАН, 2010. — С. 196—214.
- Происхождение Остромирова Евангелия и появление первого Устава на Руси: (к 950-летию древнейшей датированной восточнославянской книги) // Вестник истории, литературы, искусства : альманах / Рос. акад. наук, Отд-ние ист.-филол. наук; ред. совет: Г. М. Бонгард-Левин (пред.). Т. 7. — Москва: Собрание: Наука, 2010. — С. 133—160.
- Институт оружейничих и развитие московской оружейной школы в XVI веке // Война и оружие: Новые исследования и материалы. Научно-практическая конференция 12-14 мая 2010 г. — СПб., 2010. — Ч. II. — С. 351—365.
- Donatio Constantini Magni в Византии (проблемы датировки) // XIX Всероссийская научная сессия византинистов «Российское византиноведение: традиции и перспективы». М.: Исторический ф-т МГУ, 2011.
- Происхождение Остромирова Евангелия: к реконструкции древнейшего Устава на Руси // Кириллица. От возникновения до наших дней. — СПб., 2011. — С. 164—195.
- Святая гора Афон в дискурсе историописания — от Фукидида до Иоанна-Иосафа Кантакузина // Общие страницы российской и греческой истории: сборник статей. Москва: Греческий культурный центр, 2011. — С. 114—126.
- Венчание на царство Владимира Святого и проблемы церковной юрисдикции // VІ Международная научно-практическая конференция «Софийские чтения». Киев, 2011.
- Проблемы юрисдикции Русской Церкви во время правления Владимира I Святославича // Эволюция институтов Русской Православной Церкви в контексте развития российской государственности. М.: МПГУ, 2011.
- Венчание на царство Владимира Святого и утверждение царского титула Ивана Грозного в грамоте Константинопольского патриарха Иоасафа II // Историк и общество. Исторический факт и политическая полемика. М.: ИВИ РАН, 2011. — С. 80-97.
- Andrey Rublev’s Trinity and the Theme of God’s Wisdom in the Hesychastic Tradition // Monachesimo tra Cultura e culture. The third international monastic symposium at Sant’Anselmo. Roma, 2011.
- Оружейная школа Москвы в первой половине XVII века (По данным Описей 1639, 1646 и 1647 годов) // Война и оружие: Новые исследования и материалы. Вторая международная научно-практическая конференция 18-20 мая 2011 года. СПб., 2011. — Ч. II. — С. 442—454.
- Возникновение и формирование института оружейничих в России XVI века // Историк в России: между прошлым и будущим (Пятые Зиминские чтения). М. 2012. — С. 102—105.
- Оружие «московского дела» в событиях русско-польской войны 1654—1667 годов (по данным описей Государевой оружейной казны) // Война и оружие: Новые исследования и материалы. Труды Третьей международной научно-практической конференции 16-18 мая 2012 г. — СПб., 2012. — Ч. III. — C. 304—320.
- Венчание на царство Владимира I Святославовича (проблемы легитимности власти в контексте первоначальной юрисдикции Русской Церкви") // Международная научная конференция РАН и МГУ «От древней Руси к Российской Федерации: история российской государственности», посвященная 1150-летию российской государственности. М., 2012.
- Крещальные аллюзии при интронизации византийских василевсов // Круглый стол ИВИ РАН «Imitatio Christi» в религиозном, политическом и социальном дискурсах Античности, Средних Веков и Раннего Нового Времени". М., 2012.
- Эпитафия прп. Андрею Рублеву (проблемы атрибуции) // II Чтения памяти В. А. Плугина. М.: МГУ, 2012.
- Оружейные мастерские Троице-Сергиевой лавры и их роль в героической обороне монастыря в годы Смуты // Материалы Всероссийской научной исторической конференции МДА «Церковь и общество в России на переломных этапах истории». М., 2012.
- Imago Novae urbis Romae при дворе государя Ивана III: от политической концепции к столичной репрезентации // ХХ Всероссийская научная сессия византинистов РФ «Византия и византийское наследие в России и мире». М., 2013.
- Рецепция Translatio Imperii на Руси после падения Византии: информационный дискурс // Международная научная конференция «Информационное пространство истории». М., 2013.
- Опись Оружейной палаты 1687 г. — Ultima Thule московской оружейной школы XVII в. // Война и оружие: Новые исследования и материалы. Труды Четвёртой Международной научно-практической конференции 15-17 мая 2013 года. — СПб., 2013. — Ч. IV. — С. 287—303.
- У Креста: Рим и Москва перед вызовом антихристианских сил в истории и современности // Международная конференция «Идите к границам — новые вызовы Католической и Православной Церкви». М. 2014.
- Оружейные мастерские Троице-Сергиевой лавры в XVI—XVII вв. (Троицкие пищали в собрании Оружейной палаты Московского кремля) // Война и оружие: Новые исследования и материалы. Труды Пятой Международной научно-практической конференции 14-16 мая 2014 года. — СПб., 2014. — Ч. IV. — C. 258—274.
- Коронация Владимира Святого в контексте первоначальной юрисдикции Русской Церкви // Международная церковно-научная конференция «Крест и держава: 1000-летие Святого Владимира — Крестителя Руси». М., 2015.
- Древнейший арсенал в Московском Кремле — место рождения русской артиллерии // Война и оружие: Новые исследования и материалы. Труды Шестой Международной научно-практической конференции 13-15 мая 2015 года. — СПб., 2015. — Ч. IV. — C. 220—243.
- О времени основания русского монастыря на Святой горе Афон // Международная церковно-научная конференция «Святая Русь и Святая Гора Афон. Традиции и современность». М., 2016.
- Donatio Constantini Magni as canonical controversio between West and East: new approaches to its origin and dating // Proceedings of the XV International Congress of Medieval Canon Law. Paris, 2016.
- Рецепция канонического права Византии в Древней Руси: проблемы легитимности // Научные чтения ИВИ РАН и МГУ «Связь времен, явлений и людей» памяти основателя проекта «Право в средневековом мире» О. И. Варьяш. М., 2016.
- Бронный приказ и его роль в развитии московской оружейной школы XVI—XVII веков (Специализация и проблемы секретности) // Война и оружие: Новые исследования и материалы. Труды Седьмой Международной научно-практической конференции «Война и оружие. Новые исследования и материалы» 18-20 мая 2016 г. — СПб, 2016. — Ч. 5. — С. 169—191.
- Первый почетный караул на Руси: византийские истоки чина рынд // Война и оружие: новые исследования и материалы. Труды Восьмой Международной научно-практической конференции 17-19 мая 2017 года. — СПб., 2017. — Ч. IV. — С. 323—340.
- От Рима к Третьему Риму: мифологизация Translatio Imperii // Круглый стол ИВИ РАН «ИСТОРИЯ И МИФ». М., 2017.
- От Нового Рима к третьему Риму: к вопросу о translatio герба с двуглавым орлом // XXXVII SEMINARIO INTERNAZIONALE DI STUDI STORICI «DA ROMA ALLA TERZA ROMA». Rome: Campidoglio, 2017.
- Афонский извод «Живоначальной Троицы» прп. Андрея Рублева // Материалы международной конференции Академии художеств «Афон — Светоч Православия: взаимодействие культур». СПб, 2017. — С. 297—308.
- Римский toposобраза: художники Императорской Академии художеств XVIII—XX веков и «новая Сикстинская капелла XX века» (Redemptoris Mater, Ватикан) // Академия художеств в прошлом и настоящем. Материалы международной научной конференции к 260-летию со дня основания. СПб, 2018. — С. 312—322.
- Двуглавый орел от Рима к Третьему Риму: мифологизация Translatio Imperii // История. — Вып. 6 (70). — М., 2018. — С. 9-24. DOI: 10.18254/S0002255-9-1
- Carta del Patriarcato di Costantinopoli del 1560 e riconoscimento da Roma dell’Impero a Mosca // XXXVIII SEMINARIO INTERNAZIONALE DI STUDI STORICI «DA ROMA ALLA TERZA ROMA». Rome: Campidoglio, 2018.
- «Рублев, многие святые иконы писал, все чудотворные»: феномен чуда на Руси в эпоху прп. Андрея Рублева // Материалы Всероссийской научной конференции ИВИ РАН «Божественное чудо в литературной традиции и в повседневной практике: Запад и Восток». М. 2018.
- «Звенигородский чин» прп. Андрея Рублева (1340/1350-17.10.1428): современные проблемы изучения // Вестник истории, литературы, искусства. — Т. 13.- М., 2018. — С. 343—363.
- Преподобный Андрей Рублев: молчание в красках // Санкт-Петербургский церковный вестник. Официальное издание Санкт-Петербургской митрополии. — № 1 (228). — СПб., 2019. — С. 23-28.
- Il retaggio epistolare del Cardinale Bessarione di Nicea e la formazione della Imago Novae urbis Romae all’epoca dello czar Ivan III // XXXIX SEMINARIO INTERNAZIONALE DI STUDI STORICI «DA ROMA ALLA TERZA ROMA». Rome: Campidoglio, 2019.
- Великомученик Пантелеимон в Византии и Древней Руси: евхаристическая метафизика militia Christi и Άγιοι Ανάργυροι // Материалы Всероссийской научной конференции ИВИ РАН «Martyrium in nomen Christi: Мученики за веру в литературной традиции и культовой практике». М.: ИВИ РАН, 2019.
- Первоначальный статус Русской Церкви по данным византийских источников X в. из собрания Österreichische Nationalbibliothek // Материалы XXII Всероссийской научной сессии византинистов РФ «Византийское „содружество“: традиции и смена парадигм». Екатеринбург, 2019. — С. 155—158.
- Неизвестные страницы биографии Леонардо да Винчи и строительство Московского Кремля при Иване III // Материалы Первого международного Петербургского исторического форума. СПб., 2019.
- Leonardi Academia: о творческой эволюции Леонардо в свете «Antiquarie prospetiche Romane» и новых данных // Научная конференция Комиссии по культуре Возрождения Научного совета РАН «История мировой культуры» и МГУ «Эстетика Ренессанса: теория и практика». М. 2019.
- Пространственная семантика византийских и древнерусских памятников изобразительного искусства // Роль изобразительных источников в информационном обеспечении исторической науки = Role of pictorial sources in information support of historical science / автор-составитель Е. А. Воронцова; ответственный редактор А. Г. Голиков. — Москва : [б. и.], 2019. — С. 649—660.
- Инаугурационное миропомазание на Востоке и Западе (критика когнитивной метафоры в политических реалиях средневековья) // Церемония и ритуал в европейской истории. М.: РГГУ, 2019. — С. 66-78.
- Церковное право в Древней Руси в домонгольский период (о праве апелляции епископов) // Церковный суд в России. История и современность. Научно-богословская конференция СПбДА по церковному праву III «Барсовские чтения». СПб, 2019.
- Подлинный и мнимый лик Софии (софиология отца Георгия Флоровского и отца Сергия Булгакова) // Международная научно-богословская конференция памяти протоиерея Георгия Флоровского (1893—1979). Сергиев Посад: МДА, 2019.
- Грамота константинопольского патриарха Феолипта I великому князю Василию III 1516 г.: проблемы научной реконструкции // VII научные чтения «Документальный источник в историческом исследовании и в исследовании по истории науки: опыт использования, современные проблемы и задачи (К 100-летию со дня рождения А. А. Зимина)». М., 2020.
- Первое чудо Александра Невского: коллизия агиографии и церковной практики // Палеоросия. Древняя Русь: во времени, в личностях, в идеях. 2020. — № 1 (12). — С. 70-80.
- Notitiae episcopatuum как источник в рамках проблемы учреждения Киевской митрополии // ХІІІ міжнародна конференція «Colloquium Mediaevale: Інтелектуальна історія України та Європи середньовічної й ранньомодерної доби» (пам’яті Вілена Сергійовича Горського). Киев, 2020.
- Откуда на Руси «Мономаховы дары»: исторический контекст Послания Спиридона-Саввы и «Сказания о князьях владимирских» // Научная конференция Президентской библиотеки совместно с Библиотекой Российской академии наук (БАН) и Санкт-Петербургским институтом истории РАН «Книжная культура Московской Руси XV—XVII веков». СПб., 2020.
- Учреждение Киевской митрополии в свете новейших научных данных // Genesis: исторические исследования. — 2021. — № 3. — С. 10 — 23. DOI: 10.25136/2409-868X.2021.3.34794.
- Десятинна церква як історико-культурний феномен: до 1025-річчя освячення // ХІV міжнародна конференція «Colloquium Mediaevale: Інтелектуальна історія України та Європи середньовічної й ранньомодерної доби» (пам’яті Вілена Сергійовича Горського). Киев, 2021.
- Инаугурационное миропомазание как primo principio легитимности власти в средневековой модели мира // Международная научная конференция "ВЛАСТЬ И ОБЩЕСТВО: ОПЫТ И НАСЛЕДИЕ «ДОЛГОГО СРЕДНЕВЕКОВЬЯ» памяти Нины Александровны Хачатурян. М.: МГУ, 2021.
- Пентархия и её каноническая структура по данным трактата Нила Доксопатра «Τάξις τῶν πατριαρχικῶν θρόνων» // Международная научно-богословская конференция «Священная иерархия в жизни Церкви», посвященная 75-летию Святейшего Патриарха Московского и всея Руси Кирилла. М., 2021.
- Этика добродетели у Леонардо да Винчи и в трактатах Николая Кузанского // Международная научная конференция «Этика в культуре Возрождения» памяти Лидии Михайловны Брагиной. М.: МГУ, 2021.
- Литургическое богословие протопресвитера Александра Шмемана и проблема тропаря третьего часа // Всероссийская научно-богословская конференция «Православное богословие: традиции и современность»: к столетию со дня рождения протопресвитера Александра Шмемана. Сергиев Посад: МДА, 2021.
- Катастрофа 1018 р.: захоплення Болеславом I Києва й доля спадку Володимира Святого // Перша Міжнародна наукова конференція «Україна в світі: Польща і її сусіди в європейському житті України доби Середньовіччя». Киев, 2021.
- The Origin of the Inaugural Anointment (τo χρίσμα τῆς βασιλείας) in Byzantium: The Misinterpretation by Gilbert Dagron // The 24th International Congress of Byzantine Studies. Abstracts of the Free Communications, Thematic Sessions, Round Tables and Posters. Venice and Padua, 2022.
- The Imperial Unction as the Primo Principio of the Legitimacy of Power in the Byzantine Commonwealth // The 24th International Congress of Byzantine Studies. Abstracts of the Free Communications, Thematic Sessions, Round Tables and Posters. Venice and Padua, 2022.